# Cortes (Madrid)
Le quartier de Cortes est un quartier administratif de Madrid situé dans le district Centro.
Le palais des Cortès et le siège du Círculo de Bellas Artes sont situés dans le quartier.
D'une superficie de 59,2070 hectares, il accueille 10 785 habitants (Septembre 2019).